# Los Hervideros
Los Hervideros est un site touristique sur la côte du sud-ouest de l'île de Lanzarote dans l'archipel des Canaries. 
Situés au sud du Parc national de Timanfaya entre les salines de Janubio et le village d'El Golfo et sa célèbre lagune verte, le site de Los Hervideros (en français : les Sources bouillonnantes) fait partie de la commune de Yaiza.

## Description du site
Le site est constitué d'une coulée de lave datant des éruptions du XIIIe siècle atteignant l'océan.
Dans cet univers chaotique de laves pétrifiées, l'océan s'engouffre avec fracas dans une petite baie au fond de laquelle se trouvent deux grottes voûtées séparées par un pilier naturel.
Quelques petits sentiers parcourent l'endroit et un escalier permet d'accéder à un balcon offrant une vue saisissante sur les éléments déchaînés.
Par ailleurs, la vue vers la Montaña Bermeja, le Pico Redondo et les autres volcans aux couleurs rougeâtres situés au nord est superbe.

## Tourisme
L'entrée du site est gratuite. Quelques petits commerces ambulants se trouvent sur le parking adjacent. Des pierres de lave incrustées d'olivine sont vendues aux touristes.

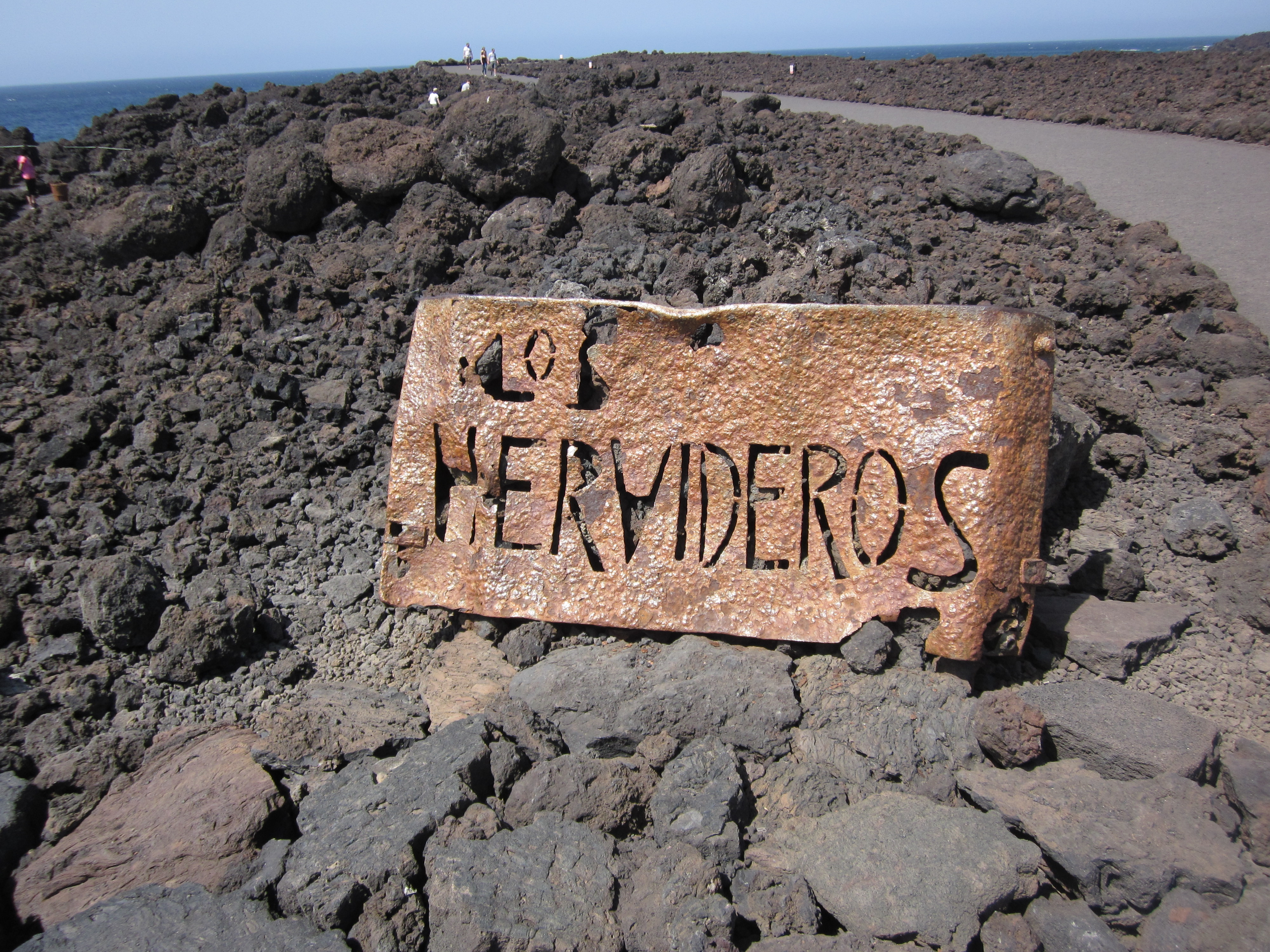
Entrée du site de Los Hervideros.
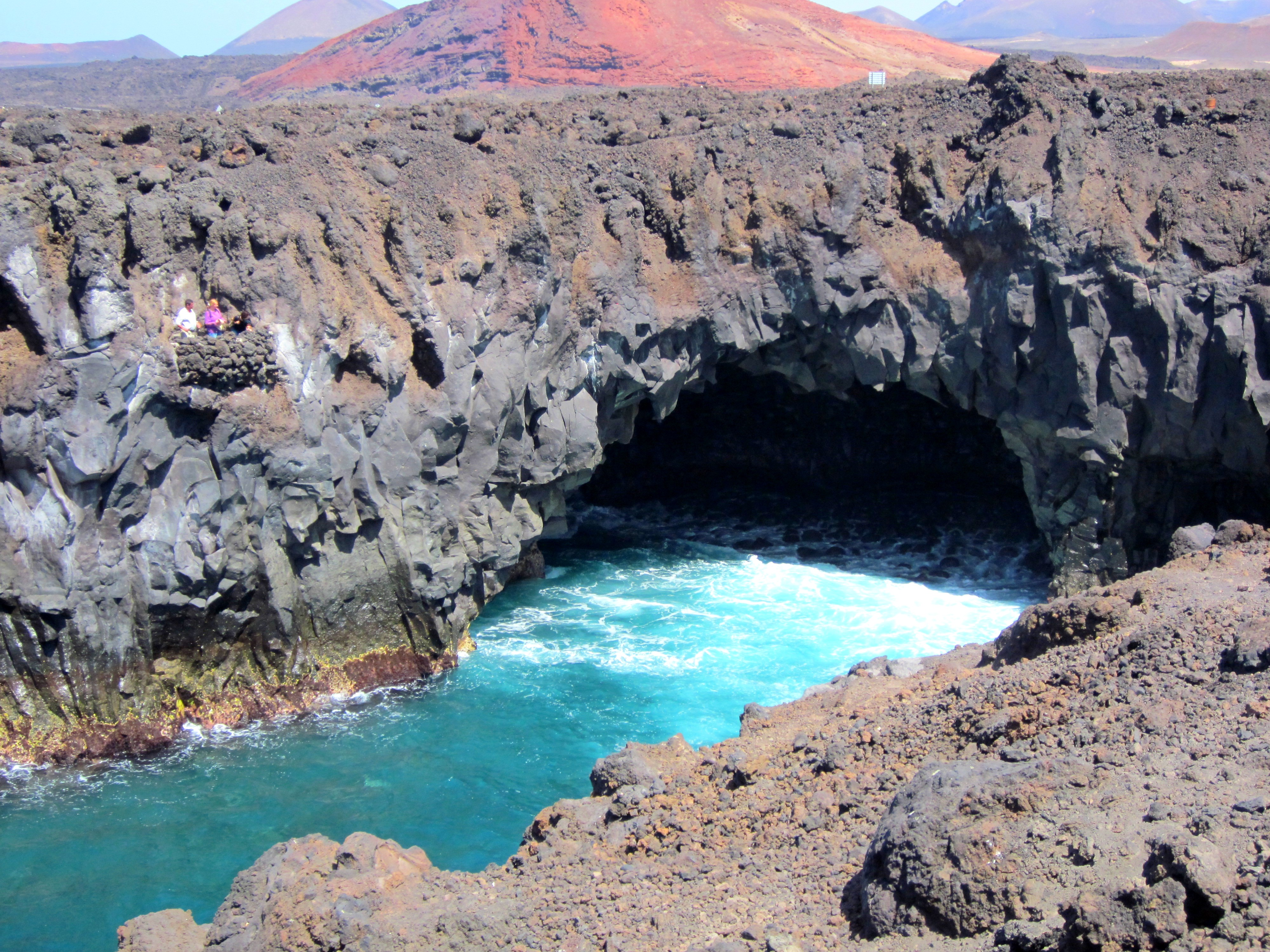
Chemin dans les falaises au dessus des grottes.
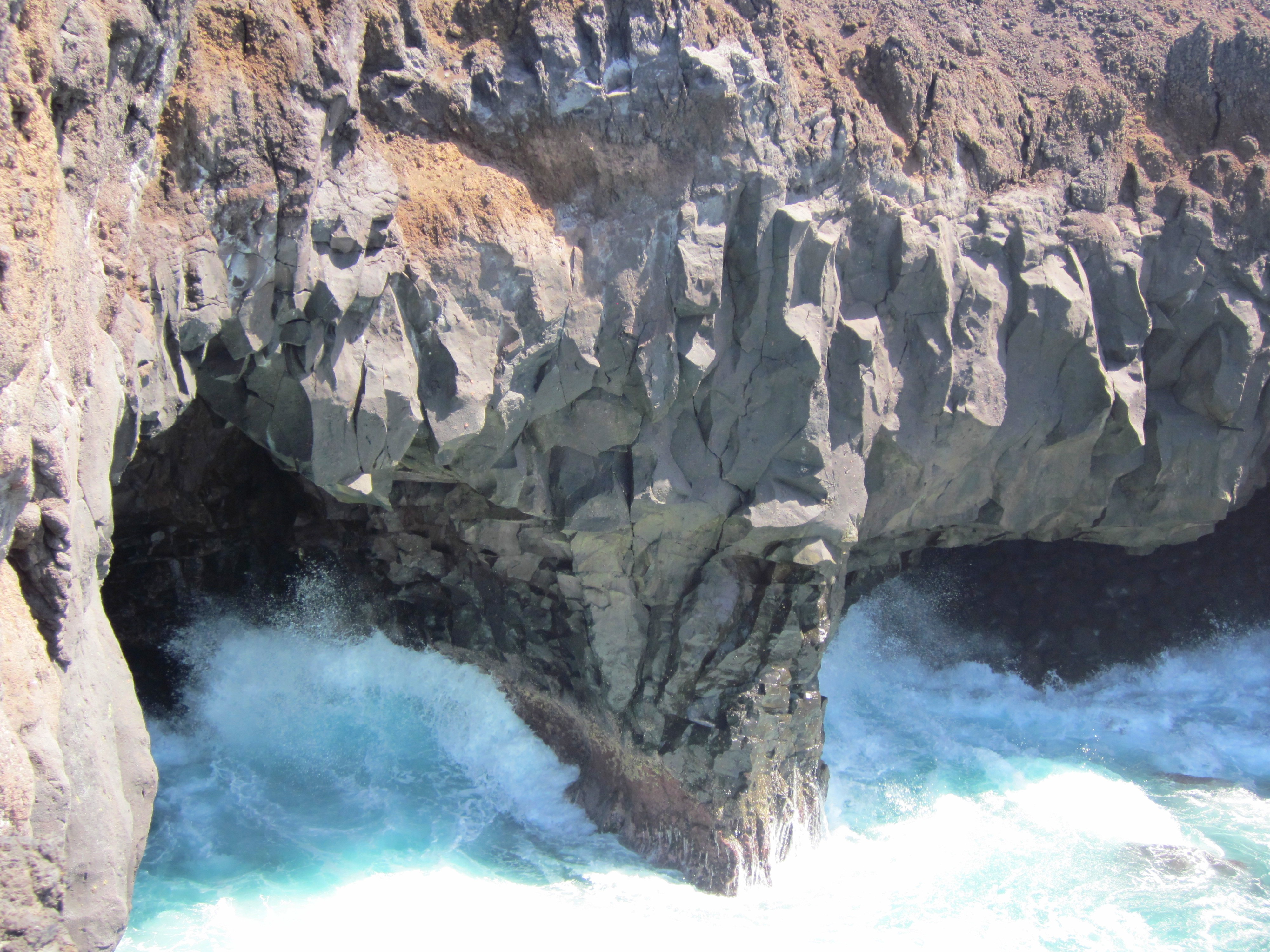
Entrée des grottes marines.

## Vue panoramique du site

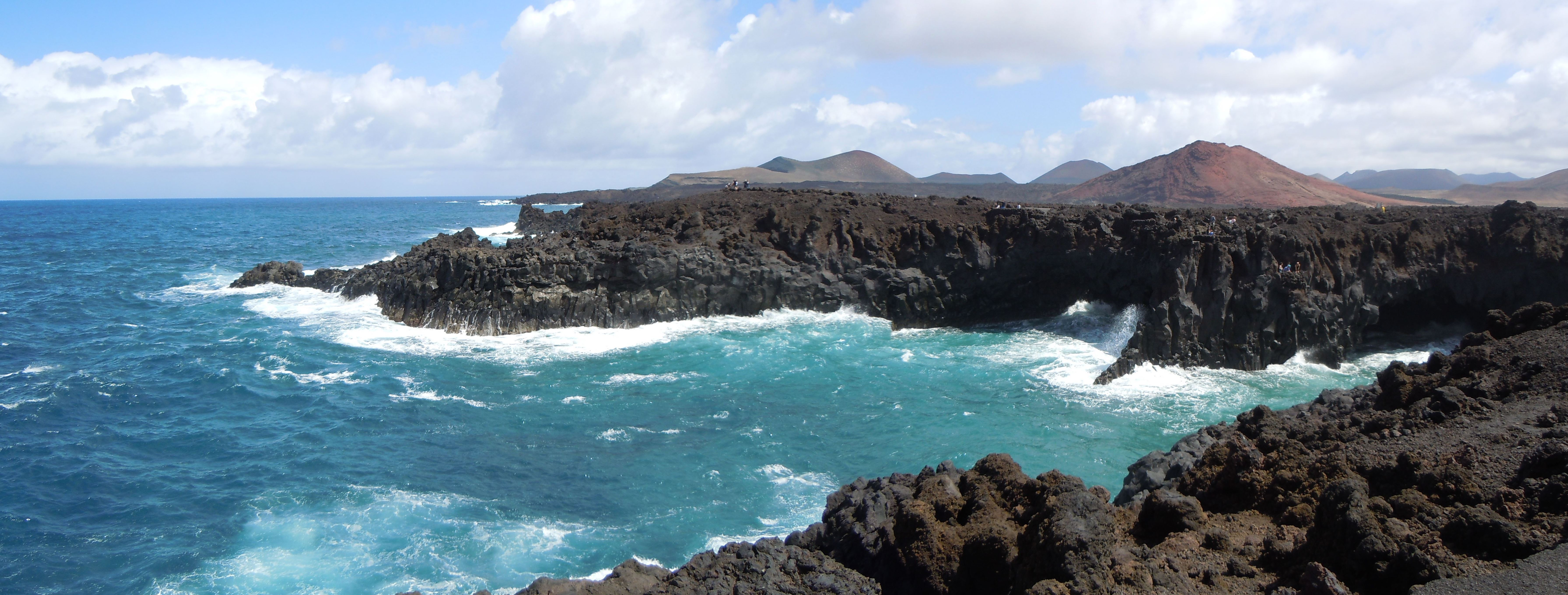
Vue panoramique du site des grottes marines de Los Hervideros.

## Sources et liens externes
- Centros de Arte, Cultura y Turismo Lanzarote